# Dragonfire
Dragonfire — британская технология лазерного оружия направленной энергии. Впервые он был представлен публике в 2017 году на конференции Defense and Security Equipment International (DSEI) в Лондоне. Его разработкой занимается UK Dragonfire, совместная работа вместе с MBDA UK, Leonardo UK, QinetiQ и Лаборатории оборонной науки и технологий. В качестве демонстрации технологии он будет использоваться для оценки лазерного оружия направленной энергии и его потенциального применения в вооружённых силах Великобритании.

## Характеристики
Dragonfire использует разработанную в Великобритании технологию объединения лучей для создания лазерного луча с повышенной плотностью мощности, уменьшенным временем поражения и увеличенной эффективной дальностью действия. Частично это достигается за счет использования десятков стекловолокон, однако весь технический подход остается засекреченным. Лазер и связанные с ним системы наведения, в том числе электрооптическая камера и второй лазер меньшей мощности для визуализации и сопровождения, установлены на турели. Сообщается, что лазер относится к классу 50 кВт и предназначен для защиты наземных и морских целей от таких угроз, как ракеты и минометы. Его потребности в энергии могут быть удовлетворены с помощью системы хранения энергии с маховиком (FESS), совместной инновации Великобритании и США, которая в настоящее время находится в стадии разработки.
Великобритания планирует разместить высокоэнергетическое лазерное оружие, такое как Dragonfire, на борту будущих военных кораблей Королевского флота, бронетехники британской армии и истребителей Королевских ВВС, включая BAE Systems Tempest.